# ابن مين في المجتمع (فلم)
ابن مين في المجتمع فيلم دراما غنائي مصري  للمخرج حسن الإمام عام 1979، كتب القصة والسيناريو والحوار محمد مصطفى سامي. الفيلم من بطولة المطرب محمد ثروت ومنى جبر وهدى سلطان، وتدور الأحداث حول الحاج إبراهيم الذي يخيب أمله في أبنائه خليل وخميس، ويتزوج الخادمة التي تضع مولودها ويقسم الحاج على ترك كل ميراثه للمولود الجديد ويسارع الأبناء بقتل الأب وإبعاد الطفل للاستيلاء على الميراث.
صدر الفيلم إلى دور العرض المصرية في 31 مايو 1979.
منح موقع قاعدة بيانات الأفلام العربية «السينما.كوم» الفيلم درجة 5.7/ 10.

## طاقم التمثيل
محمد ثروت: في دور حمادة الحلواني (الابن الأصغر للحلواني وفردوس)
منى جبر: في دور سعاد (ابنة تفيدة الحلواني)
هدى سلطان: في دور فردوس (خادمة وزوجة الحاج حلواني)
صلاح منصور: في دور يونس الصفطاوي
حسين الإمام: في دور خليل الحلواني
هادي الجيار: في دور خميس الحلواني
إبراهيم الشامي: في دور الحاج إبراهيم الحلواني
ناهد سمير: في دور السيدة تفيدة (والدة سعاد)
رجاء يوسف: في دور شفيقة (صديقة فردوس)
محمود رشاد: في دور مدير قرية الأطفال
هريدي عمران: في دور عم هريدي
بالاشتراك مع: أحلام حلمي – مديحة سليم – مختار السيد – سامية أحمد – عبد المنعم النمر – هيام عبد اللطيف.

## أحداث الفيلم
يعاني الحاج إبراهيم الحلواني (إبراهيم الشامي) صاحب مدبغة المكس بالأسكندرية، من أبناءه خليل (حسين الامام) وخميس (هادى الجيار)، لإستهتارهم، فهم فاشلين في التعليم، ولا يعملون بصنعة الدباغة، لحمل مسئولية المدبغة. كان الحاج إبراهيم يحلم بإبن، يصبح مستشاراً أو وزيراً، ولأنه وحيد ووجد إخلاصًا من خادمته فردوس (هدى سلطان)، فقد تزوجها وأنجبت له إبنه حماده، الذي يضع كل آماله فيه، عندما يكبر. كان الحاج دائماً ما يهدد أبنائه بمنح كل ثروته لإبنه الصغير حماده. يحرض خليل شقيقه خميس، على دس سم الزرنيخ في طعام والدهم، وتلفيق التهمة لفردوس، وتنجح الخطة، ويلقى الأب مصرعه، وتسجن فردوس عشرين عاماً، وينتزع الأخوان أخيهم الصغير حماده من أحضان أمه فردوس.
يأمر خليل أخيه خميس، بأصطحاب الطفل إلى القاهرة وتركة يضيع وسط الزحام، وفى حي الحسين، يترك خميس الطفل ويراقبه عن قرب، حتى يجده المعلم يونس الصفطاوي (صلاح منصور) ويذهب به لقسم الجمالية، ويتعهد برعايته حتى يظهر أهله. يجد المعلم يونس أن الطفل سيظلم معه، بعد أن كسدت تجارته، فيذهب به ‘لى قرية الأطفال ويودعه هناك، على أن يزوره بإنتظام.
يشب حماده في القرية ويكبر (محمد ثروت)، ويلتحق بمعهد الموسيقى، ويحب زميلته بالمعهد، سعاد (منى جبر)، بينما يبدد خليل وخميس، ثروتهم على النساء والخمر ولعب القمار، وتكثر ديون المدبغة، ويبلغ الأخوين المجلس الحسبى، بفقد أخيهم الصغير، ويستوليان على ميراثه، وتسوء الأحوال أكثر، فيضطران لبيع المدبغة تسديداً للديون، وتشتريها السيدة تفيدة الحلواني (ناهد سمير) ابنة عم المرحوم والدهم، وهى أيضاً أم سعاد زميلة حماده في المعهد. تسوء الأحوال أكثر وينتهى الأمر بخليل، مشلولا يتسول أمام ضريح المرسى أبوالعباس، ويقضى خميس أيامه في الشارع، يتسول وينظف السيارات. تخرج فردوس من السجن بعد 15 عاماً، وتلجأ للسيدة تفيده التي تطردها، فتلجأ لشفيقه (رجاء يوسف)، وتقيم معها، وتشاهد ابن زوجها خليل يزحف متسولاً، أمام الضريح، فيهرب منها خوفاً وخجلاً، وترى خميس متشرداً بين السيارات، فتعطف عليه، لعلها تعرف أين إختفى إبنها. يخبرها خميس عن المعلم يونس، الذي تصادف وجوده في رحلة للحجاز. يتقدم حماده للسيدة تفيدة، لخطبة إبنتها سعاد، ويصارحها بموقفه، فترفض تزويج إبنتها من مجهول الأبوين، وتحذره من الإقتراب من إبنتها، ويلجأ حماده لوالده بالتبني، الحاج يونس، ليخفف عنه، ولكن خميس الذي عذبه ضميره، يذهب للسيدة تفيدة، ويعترف لها ببرائة فردوس، وتبحث عن فردوس لتخفف عنها. تنجح فردوس في مقابلة الحاج يونس، الذي يدلها على إبنها حماده، حيث تقابله في حفلة التخرج من معهد الموسيقى، وتلتقى بالسيدة تفيدة وإبنتها سعاد، ويختفى الحاج يونس، بعد أن ترك له خطاباً، يطلب منه عدم البحث عنه. ويسعد حمادة بلقاء الدته، التي حرمت منه، وحرم منها.

## إنتاج الفيلم
توفي الممثل صلاح منصور في 19 يناير 1979 أثناء تصوير الفيلم وأضطر المخرج حسن الإمام لإختزال دوره في الفيلم وصدر الفيلم في 31 مايو 1979 وقرأ المشاهد أسم الممثل صلاح منصور على الشاشة مسبوق بكلمات (والفنان الراحل). كان صلاح منصور قد ادخل لمستشفى العجوزة، وكانت معه زوجته وابنه الأكبر مجدي، وكانت آخر كلماته التي قالها لهم وفقا لزوجته: «لا تبكوا، فقد عشت عمري وأنا أكره أن أرى الدمع في عيونكم، ولن أحبها بعد موتي». وفي يوم الجمعة 19 يناير عام 1979 رحل صلاح منصور عن عمر يناهز 56 عامًا، وبعد وفاته تقدمت أرملة الفنان الراحل بطلب للرئيس السادات لصرف معاش استثنائي بسبب ضيق ذات اليد، ووافق السادات على طلبها، تقديرا لما قدمه صلاح منصور لمصر وللفن.

## استقبال الفيلم
كتب محمود قاسم في كتابه «الفيلم الغنائي في السينما المصرية»  عام 2018 موضحاً أنه لا يوجد لدينا فقط نوع واحد من السينما الغنائية في مصر على مدار العمر الطويل للسينما المصرية وان هناك أنواع عدة من الأفلام الغنائية، وتطرق إلى فيلم «ابن مين في المجتمع» وعن رهان المخرج حسن الإمام على المطربين الجدد في وقته، وخصوصاً بعد خلو الساحة بموت عبد الحليم حافظ، وكان «محمد ثروت» في فيلمه الأول «ابن مين في المجتمع» عام 1982، ويرى محمود قاسم أن ثروت الذي لم ينجح في السينما، قد نجح بعد ذلك في مسلسلات التلفزيون. كان حسن الإمام قد اتجه إلى إعادة أفلامه القديمة بصورة عصرية ولكن فشل في الحصول على النجاح المتوقع، كما فشل فيلم «ابن مين في المجتمع»، بالرغم ان ثروت قدم في الفيلم أغنيات منها «يا اللي مالوش غيرك حما»، وأكد محمود قاسم أن «محمد ثروت» لم يكن جذاباً أمام شاشة السينما وابتعد إلى الأبد عن الشاشة الفضية.

## روابط خارجية
- مقالات تستعمل روابط فنية بلا صلة مع ويكي بيانات
- ابن مين في المجتمع (فيلم) على موقع دهليز
- ابن مين في المجتمع (فيلم)على موقع كاروهات
- ابن مين في المجتمع (فيلم) على موقع نيو سينتيوري